# تهانينا (أغنية بوست مالون)
«تهانينا» (بالإنجليزية: Congratulations) هي أغنية للرابر الأمريكي بوست مالون. تم إصدارها في 4 نوفمبر 2016 بواسطة ريبابليك ريكوردز كأول أغنية منفردة ترويجية من ألبومه الأول ستوني. كما تم إصدارها في 31 يناير 2017 كخامس أغنية منفردة من الألبوم. تتضمن الأغنية أداء كويفو، وتم إنتاجها بواسطة ميترو بومين، وفرانك دوكز، ولويس بيل. حصلت الأغنية علي رقم 8 في بيلبورد هوت 100 الأمريكية، لتصبح أعلي أغنية له علي اللائحة، متجاوزا الرقم 14 لذروته الأولي التي حققها في أيفرسون أبيض، حتي تم تجاوزها مرة أخري من خلال أغنية نجم روك التي تضم 21 سافاج، والتي حصلت علي رقم 1. استٌقبلت الأغنية حتي الآن أكثر من 1.0 مليار مرة علي يوتيوب في جميع أنحاء العالم.

## الخلفية
عرض بوست مالون الأغنية لأول مرة أثناء أداءه في أوستن (تكساس) في سبتمبر 2016 قبل شهرين من الإصدار الرسمي للأغنية.
في 9 مايو 2017 تم أداء الأغنية لبوست مالون فرقة مارياتشي بتكليف من مغني الراب الإندونيسي ريتش بريان.
في 16 يونيو 2017 تم إصدار الريمكس الرسمي متضمنا أداء إضافي من فيوتشر.

## التركيب
تم كتابة الأغنية علي مفتاح فا مرتفع كبير مع وتيرة 110 نبضة في الدقيقة.

## الفيديو الموسيقي
الفيديو الموسيقي المصاحب للأغنية عُرض لأول مرة في 23 يناير 2017 علي حساب فيفو لبوست مالون علي يوتيوب. تم إخراج الفيديو الموسيقي بواسطة جيمس دفينا. ويتضمن ظهور كاميو من ميترو بومين، وفرانك دوكز، وزملاء أعضاء طاقم ميغوس. في مارس 2019 تم مشاهدة الفيديو الموسيقي أكثر من 1.0 مليار مرة.

## الأداء في اللوائح
حصلت الأغنية علي رقم 8 في بيلبورد هوت 100 الأمريكية، لتصبح ثاني أعلي 20 ذروة لبوست مالون، متتابعة أغنيته المنفردة الأولي أيفرسون أبيض، وأول أعلي 20 ذروة، وأمضي مجموع 50 أسبوعا علي اللائحة. كما تم وسم الأغنية تسع ساعات بلاتين بواسطة رابطة صناعة التسجيلات الأمريكية (RIAA) للمبيعات المجتمعة والوحدات المعادلة لأكثر من تسعة ملايين وحدة في الولايات المتحدة.

## شواهد
| المنطقة                                            | الشهادة      | المبيعات |
| -------------------------------------------------- | ------------ | -------- |
| أستراليا (أريا تشارتس)                             | 2× بلاتين    | 140000   |
| البرازيل (برو كيوزيكا برازيل)                      | ألماس        | 160000   |
| كندا (ميوزيك كندا)                                 | 6× بلاتين    | 480000   |
| الدانمارك (إتحاد الصناعة الفونوغرافية بالدانمارك)  | بلاتين       | 90000    |
| فرنسا (الإتحاد الوطني للنشر الفونوغرافي)           | ذهب          | 75000    |
| إيطاليا (اتحاد صناعة الموسيقى الإيطالية)           | بلاتين       | 50000    |
| المكسيك (إتحاد الصناعة الفونغرافية بالمكسيك)       | بلاتين + ذهب | 90000    |
| نيوزيلندا (ريكورديد ميوزك إن زيت)                  | 2× بلاتين    | 60000    |
| البرتغال (الإتحاد الفونوغرافي البرتغالي)           | بلاتين       | 10000    |
| السويد (اتحاد الصناعة الفونوغرافية بالسويد)        | 3× بلاتين    | 120000   |
| المملكة المتحدة (اتحاد صناعة الموسيقى الإيطالية)   | بلاتين       | 600000   |
| الولايات المتحدة (رابطة صناعة التسجيلات الأمريكية) | 8× بلاتين    | 8000000  |

## تاريخ الصدور
| البلد                      | التاريخ       | الصيعة               | شركة الإنتاج                  | مراجع |
| -------------------------- | ------------- | -------------------- | ----------------------------- | ----- |
| الولايات المتحدة الأمريكية | 4 نونبر 2016  | تحميل من الأنترنيت   | تسجيلات 1070 تسجيلات أتلانتيك |       |
| الولايات المتحدة الأمريكية | 31 يناير 2017 | راديو ريذميك المزامن | تسجيلات 1070 تسجيلات أتلانتيك | [ 4 ] |

## وصلات خارجية
- كلمات الأغنية الكاملة على مترولايركس